# Labrador (film fra 2011)
 For alternative betydninger, se Labrador. (Se også artikler, som begynder med Labrador)
Labrador er en dansk film fra 2011 instrueret af Frederikke Aspöck, filmen har Stephanie León og Carsten Bjørnlund i hovedrollerne som Stella og Oskar.

## Handling
Kunstneren Nathan bor tilbagetrukket sammen med sin hund i en hytte på Gotlands stormomsuste kyst, hvor han kan skabe sin kunst i fred. Så kommer hans datter Stella på besøg sammen med sin kæreste Oskar som er journalist. Stella er gravid, og hendes far Nathan gennemskuer hurtigt, at Oskar ikke føler sig tryg ved at skulle til at være far og stifte familie.

## Medvirkende
- Carsten Bjørnlund som Oskar
- Jakob Eklund som Nathan
- Stephanie Leon som Stella
- Roland Pettersson som Ferry captain